# Káposztásmegyer
Káposztásmegyer Budapest egyik városrésze a IV. kerület északi részén. Népessége 2011-ben 23 178 fő volt.
A városrészt az 1982 és 1990 között házgyári előregyártott vasbeton elemekből („panelekből”) épült Káposztásmegyeri lakótelep és a 2000-es években létesült Homoktövis lakópark alkotja, továbbá a lakópark szomszédságában található, folyamatosan fejlődő észak-pesti ipari park is ide tartozik. Mindezek korábban beépítetlen, sík tájon épültek.
A városrész (elsősorban a helyiek és környékbeliek által használt) becenevei: „Kápmegyer”, „Káp1”, „Káp2” (utóbbi kettő arra utal, hogy maga a lakótelep két külön részből áll, melyeket a Megyeri út választ el egymástól). Ismert becenév még a Tengiz is, utalva arra, hogy metróközlekedés híján a lakótelep olyan távol esik Budapest központjától, mint Tengiz.

## Fekvése, földrajza
- Északon Budapest közigazgatási határa (azon túl pedig Dunakeszi), valamint Székesdűlő városrész; nyugaton a Duna folyam és Megyer városrész; keleten Rákospalota; délen pedig az Izzó lakótelep és Újpest fogja közre.
- Pontosabb határai: Váci út (illetve a természetben a Duna folyam) az M0 körgyűrű északi hídjától (Megyeri híd) délre a Szilas-patakig – Szilas-patak – Budapest–Vác–Szob (70-es) vasútvonal – M0 körgyűrű északi szakaszának Budapest–Vác–Szob (70-es) vasútvonal és a Váci út (illetve a természetben a Duna folyam) közé eső része (illetve Budapest közigazgatási határa, ha az M0 valahol azon kívülre esik).

Az 51,7 hektáros Farkaserdőt leszámítva alig maradt a városrésznek természetes zöldfelülete. A Szilas-patakba ömlő, a lakótelepet nyugatról elkerülő Mogyoródi-patak és a Mogyoródi-patakba torkolló Csömöri-patak mesterséges mederben éri el a Dunát a Váci út és az M0 körgyűrű Megyeri hídi csomópontjánál. A felszíni vízfolyások szabályozása és a forgalmas sztrádák kiépülése következtében jelentősen lecsökkent a Duna hajdani balparti mellékágából megmaradt Kis láp-tó és a Dunakeszi-tőzegtavak vízfelülete. Káposztásmegyer II-n a Mogyoródi- és a Csömöri-patak felhagyott medre helyén a hangulatos Homoktövis park és az Unka játszótér várja a pihenni és kikapcsolódni vágyó helyieket.

## Története
Káposztásmegyer a honfoglalás idején a fejedelmi Megyer törzs egyik szálláshelye lehetett a szemközti Békásmegyerrel együtt, Anonymus is megemlíti krónikájában. Fontos stratégiai pontként foglalta el a fejedelmi törzs, mert így biztosította a megyer révet, mely az egyik legfontosabb rév volt a Dunán. Ezt a szerepét az egész középkor folyamán megtartotta. Első írásos említéseiben 1148-ban és 1253-ban Meger néven hivatkoznak rá. 1377-ben Káposztásmegyer tulajdonosa Szendy István vajda, a 15. században a Széchenyiéké, majd Guthi Országh László birtokolja. A török hódítás alatt a falu elpusztult
A terület a 18. századtól a Károlyi család újpest-megyeri birtoktestéhez tartozott. A „Káposztás-” előtagot a homokos talajon a 18. századig termesztett káposztaültetvényekről kapta, hogy ezáltal a többi Megyer nevű településtől is megkülönböztessék. Káposztásmegyer és egyben Újpest első úri villáját (klasszicista stílusú nemesi kúriáját) 1842-ben építtette fel Szekrényessy József (1811–1877), ki gr. Károlyi István rokonaként és Széchenyi István bizalmasaként vetette meg lábát a területen. A „kis Széchenyi”-nek nevezett ügyvéd, író sokat tett Újpest fejlesztéséért. Ő karolta fel az újpesti kikötő ügyét, gyakorta villásreggelin fogadva barátját és munkatársát Clark Ádámot, de az újpesti kórház ügyében tartott népszavazás is az ő nevéhez köthető. Villája a reformkori Pest előkelőinek és hírességeinek vált gyűlhelyévé, így gyakorta megfordult házánál Vörösmarty Mihály, Irinyi József, Vahot Imre, Garay János, Dobsa Lajos, de a dzsentri és arisztokrata világ majd valamennyi szereplője. Angolparkkal övezett birtoka az újpesti kikötő mögötti területen, a mai Károlyi István Városközpont elnevezésü lakópark helyén, a későbbi Wolfner bőrgyár mellett terült el. Itt töltötte gyermekéveit fia, Szekrényessy Kálmán (1846–1923) az első magyar úszó, első sportlapalapító, író, katonatiszt és repülőgépkonstruktőr.
A 19. században Rákospalotához tartozó puszta majd nyaralótelep. Az 1900-as évek elején 542 lakosa van. Királyi udvari istállók álltak itt, innen indultak az arisztokrácia kopófalka vadászatai. Káposztásmegyeren lóversenypálya is működött 1912–1944 között. A városrésznek a Váci országút és a Duna közé eső területén építették ki 1893–1904 között a Káposztásmegyeri Vízművet, ami napi 240 ezer m³ kapacitással rendelkezett, és kútjai a Duna-parton és a Szentendrei-sziget déli végén 13 km hosszúságban húzódnak.
A terület 1950-ben, Nagy-Budapest létrehozásakor lett Budapest része, akkor már Újpest részeként. Az 1980-as évek elején nagy, mintegy 20 ezer lakásos lakótelep építését határozták el a területen. Az első ütem kivitelezése a Hajló utca tömbjeivel 1982-ben indult meg. Az első lakók 1984-ben költözhettek be. Az építkezések 1990-ben történt leállításáig mintegy 6000 lakás készült el.

## Intézmények

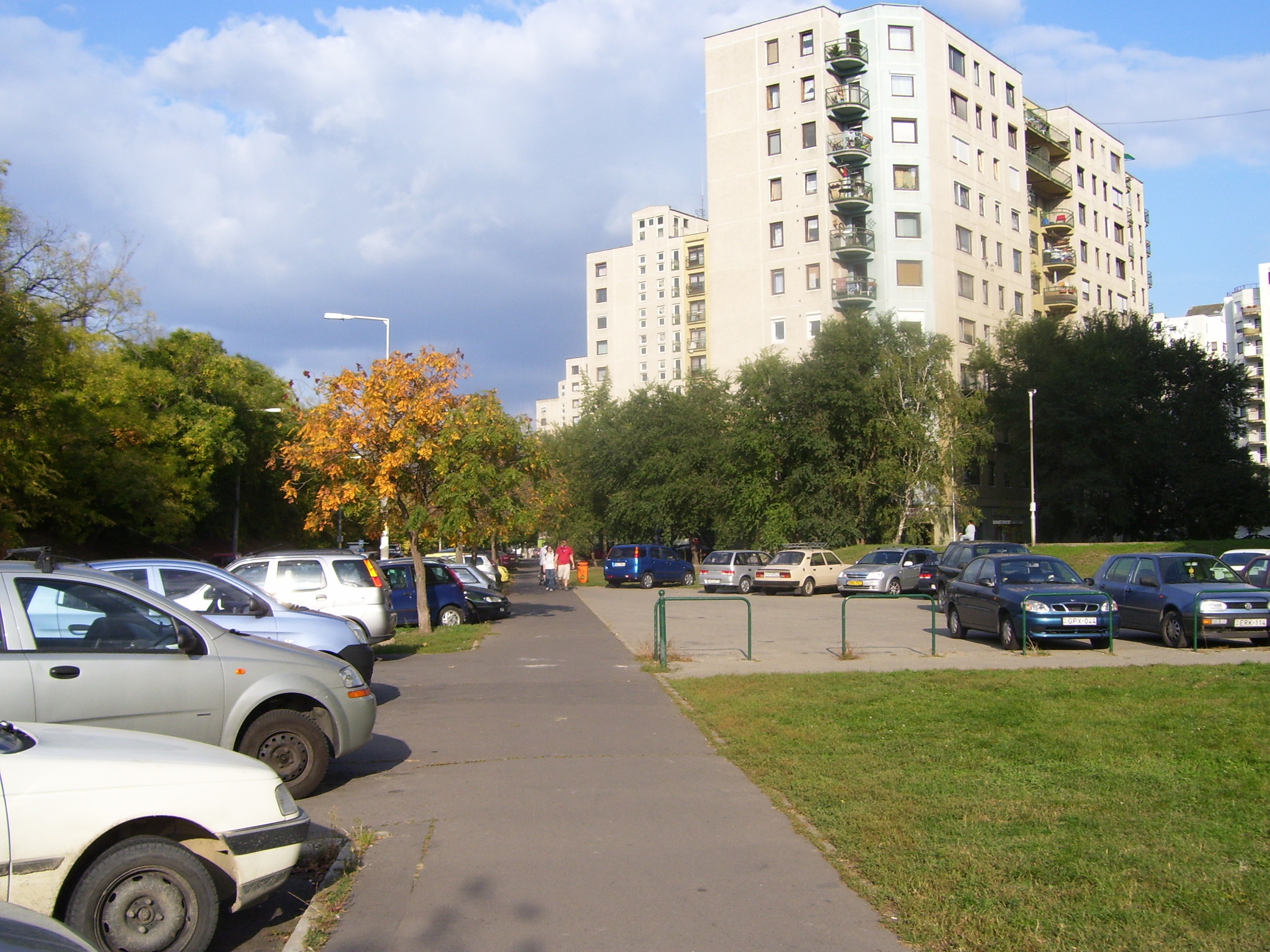
A Farkaserdő utca mentén a Nádasdy Kálmán utca sarok felől nézve

### Oktatási, nevelési intézmények

#### Bölcsődék
- Homoktövis Bölcsőde
- Hajló Bölcsőde
- Lakkozó Bölcsőde

#### Óvodák
- Bőrfestő Óvoda
- Homoktövis Óvoda
- Karinthy Frigyes Óvoda
- Lakkozó Óvoda
- Karinthy Frigyes Óvoda Óceán Tagóvoda
- Park Óvoda

#### Általános iskolák
- Újpesti Csokonai Vitéz Mihály Általános Iskola és Gimnázium[11]
- Homoktövis Általános Iskola
- Karinthy Frigyes Magyar-Angol Két Tanítási Nyelvű Általános Iskola
- Újpesti Szűcs Sándor Általános Iskola

#### Középiskolák
- Újpesti Babits Mihály Gimnázium
- Göllner Mária Regionális Waldorf Gimnázium
- Újpesti Csokonai Vitéz Mihály Általános Iskola és Gimnázium

### Kulturális intézmények
- Fővárosi Szabó Ervin Könyvtár IV/3 Fiókkönyvtára /Babits Mihály Könyvtár/
- Karinthy Frigyes Általános Művelődési Központ
- Homoktövis Környezetvédelmi Oktatóközpont

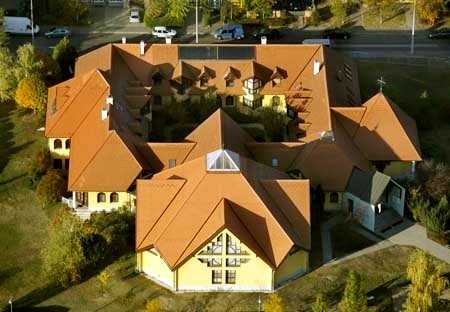
Káposztásmegyeri Szentháromság-plébánia

- Megyeri Klub
- Lóverseny Téri Közösségi Ház

### Hitélet
- Káposztásmegyeri Szentháromság-plébánia
- Káposztásmegyeri Református Gyülekezet
- Hetednapi Adventista Egyház Újpesti Gyülekezete

### Sportolási intézmények
- Jégpalota Budapest
- Halassy Olivér Városi Uszoda
- Káposztásmegyeri Sport és Szabadidő Klub

## Közlekedés

### Közúti közlekedés
Közúton Újpest, Rákospalota és Dunakeszi felől közelíthető meg.

A főváros közigazgatási határán 2008-ban elkészült az M0 körgyűrű északi hídja, a Megyeri híd.

### Közösségi közlekedés

#### Autóbusz

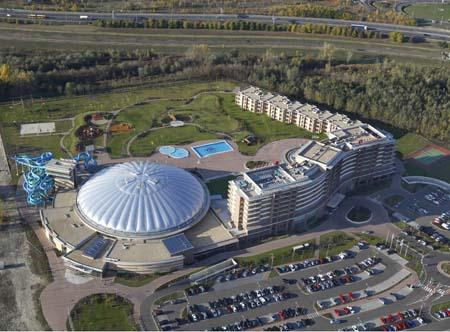
Az Aquaworld fürdő- és hotelkomplexum

- 20E: Káposztásmegyer, Szilas-patak – Keleti pályaudvar M
- 30: Keleti pályaudvar M – Káposztásmegyer, Mogyoródi-patak
- 122E: Újpest-Városkapu M – Káposztásmegyer, Mogyoródi-patak
- 126: Káposztásmegyer, Szilas-patak – Dunakeszi, Auchan áruház
- 126A: Káposztásmegyer, Szilas-patak – Káposztásmegyer, Mogyoródi-patak
- 230: Keleti pályaudvar M – Káposztásmegyer, Aquaworld
- 296: Újpalota, Szentmihályi út – Békásmegyer, Újmegyeri tér
- 296A: Újpalota, Szentmihályi út – Káposztásmegyer, Szilas-patak

(A telep Dunakeszivel határos északi szélen álló buszvégállomás 14 km távolságra helyezkedik el a Belvárostól.)

#### Éjszakai autóbusz
- 914: Dél-pesti autóbuszgarázs – Káposztásmegyer, Mogyoródi-patak

#### Villamos
- 14: Lehel tér M – Káposztásmegyer, Megyeri út

#### Vonat
A terület a MÁV 70-es számú (Budapest, Nyugati pályaudvar–Vác–Szob) vasútvonala mellett található; de csak a 14-es villamosra való átszállással közelíthető meg a Rákospalota-Újpest vasútállomásról. (Ez a leggyorsabb módja a Belvárosba jutásnak.)

#### Metró
Régóta tervezik az M3-as metró meghosszabbítását Káposztásmegyerre. (A nyomvonal helyét meghagyták a Külső Szilágyi út és a Budapest–Szob-vasútvonal között.)

## Fontosabb közterületek
- Homoktövis Természetvédelmi Terület
- Külső Szilágyi út
- Megyeri út
- Óceánárok utca
- Farkas-erdő
- Szilas-patak